# التعزیر: انواعه و ملحقاته
التعزیر (انواعه و ملحقاته) کتابی از لطف‌الله صافی گلپایگانی است که در سال ۱۳۶۳ منتشر و در مراسم کتاب سال جمهوری اسلامی ایران به‌عنوان کتاب برگزیده معرفی شد.